# Metamorphosen für 23 Solostreicher

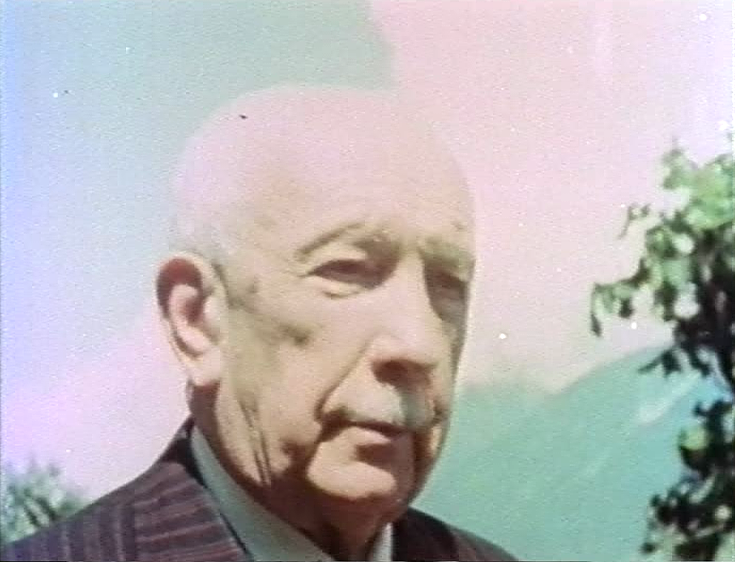
Richard Strauss, 1945

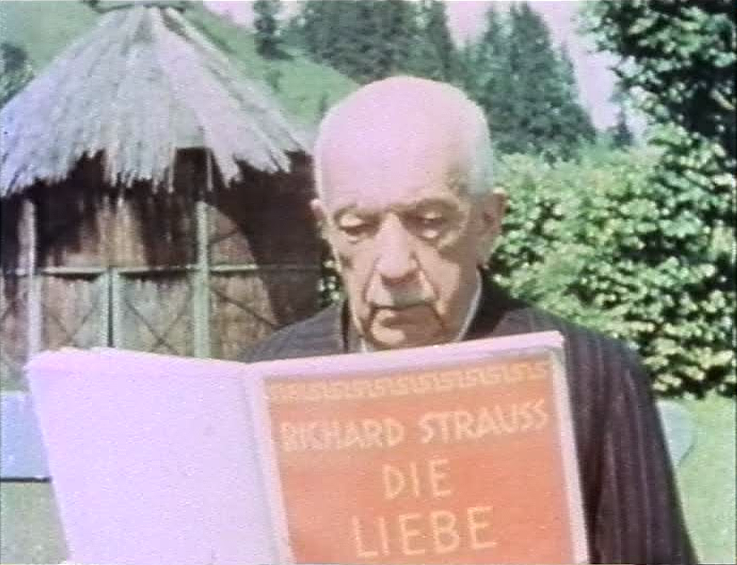
Richard Strauss, 1945

Die Metamorphosen für 23 Solostreicher sind eine Komposition von Richard Strauss, die er am 13. März 1945 begann und am 12. April in Garmisch-Partenkirchen beendete. Das etwa halbstündige Solostück für Streichinstrumente ist sein letztes großes Orchesterwerk und wurde am 25. Januar 1946 in Zürich unter der Leitung des Widmungsträgers Paul Sacher uraufgeführt.
Kurz vor dem Ende des Zweiten Weltkrieges und vor dem Hintergrund der menschlichen und kulturellen Verwüstungen verstand Strauss seine Komposition als Abschied von seinem Schaffen und der in Ruinen liegenden Welt. Die entsprechende Grundstimmung spiegelt sich in dem tiefernsten und verinnerlichten Werk auf unterschiedlichen Ebenen wider. So klingt in seinen letzten Takten das erste Thema aus dem Trauermarsch der dritten Sinfonie von Ludwig van Beethoven an, in dessen Tonart (c-Moll) es mündet.
Mit dem dichten Lamento erwies sich Strauss ein letztes Mal als leidenschaftlicher Ausdrucksmusiker, der auch ein Spätwerk noch mit neuen Elementen zu bereichern vermochte.

## Inhalt und Besonderheiten
Von der eigentlichen Idee der Metamorphose (gr. μεταμόρφωσις metamórphosis „Verwandlung“, „Umgestaltung“) ausgehend, kann das Werk als eine unentwegte Variationskette betrachtet werden, deren melodisches Material und expressive Tonsprache an den zweiten Satz der Eroica erinnern. Mit Techniken der Polyphonie, Dynamik und Modulation entwickelt Strauss die Themen und gestaltet so den intensiven Ausdruck seines letzten „Klagegesangs“.
Der äußeren Form nach bestehen die Metamorphosen aus drei Abschnitten mit drei Themengruppen, die einer fortlaufenden Verwandlung unterworfen werden und durch diese verändernde Bewegung miteinander verknüpft sind. Über mehrere Entwicklungsstufen (etwas fließender, poco piu mosso)  folgt dem Adagio ma non troppo ein leidenschaftlich sich aufschwingender Mittelteil Agitato ab Takt 213, der nach einer intensiven dynamischen und polyphon verdichteten Steigerung ab Takt 390 in das schmerzliche Adagio (tempo primo) zurückkehrt, wo das erste Thema fortissimo wiederholt wird. In den letzten, mit In Memoriam! überschriebenen Takten erklingt in den Bässen das Trauermarschmotiv Beethovens.
Wie die Vier letzten Lieder oder das Oboenkonzert haben auch die Metamorphosen keine Opuszahl.

## Entstehung und Hintergrund

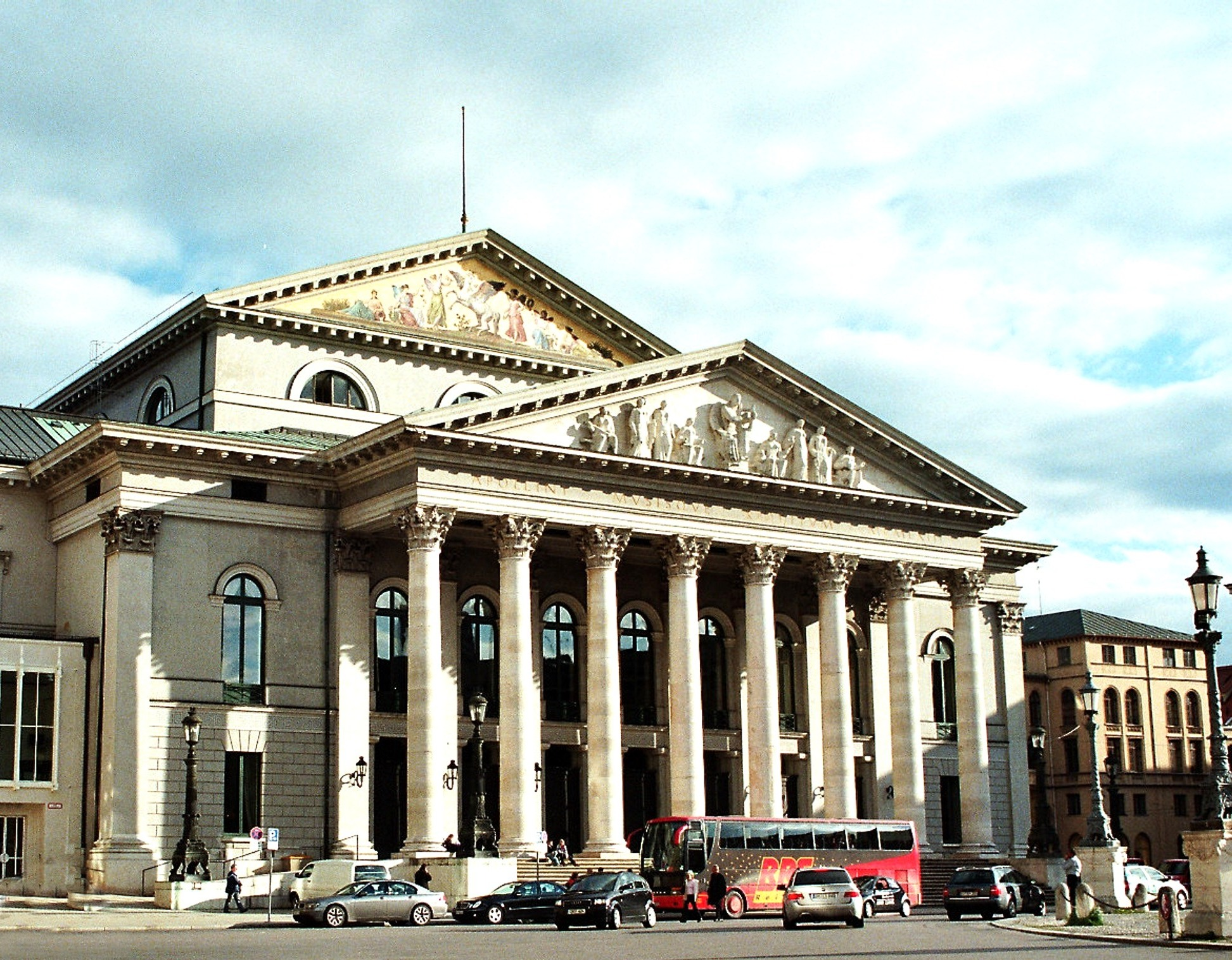
Nationaltheater, das im Oktober 1943 zerstört wurde

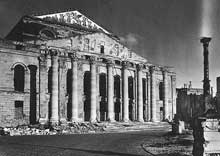
Ruine des Nationaltheaters

Im Herbst 1944 nahm Strauss, vermittelt über den Musikwissenschaftler Willi Schuh, einen Kompositionsauftrag Paul Sachers an und notierte als Ausgangsidee „Trauer um München“ in sein Skizzenbuch, auf das er 1945 zurückgriff. Besonders die Zerstörung des Münchner Nationaltheaters, seiner langjährigen Wirkungsstätte, vom 3. auf den 4. Oktober 1943 erschütterte ihn. Einigen Musikwissenschaftlern gilt das Werk als Widerruf der Tondichtung Ein Heldenleben von 1898.
Hatte er zunächst an ein Septett gedacht, erweiterte er die Besetzung später auf zehn Violinen, je fünf Bratschen und Violoncelli sowie drei Kontrabässe, um so die Klangfarben weiter ausdifferenzieren und intensivieren zu können.
Mag das Werk, das er untertreibend Studie nannte, äußerlich auch auf diesen Anlass zurückzuführen sein, ist seine eigentliche und persönliche Quelle die seelische Verfassung des Komponisten am Vorabend des Kriegsendes. Wie nur wenige Werke reflektieren die Metamorphosen seine biographische Situation und  Betroffenheit über die kriegsbedingten Zerstörungen Deutschlands. So schrieb er Joseph Gregor, er sei in „verzweifelter Stimmung! Das Goethehaus, der Welt größtes Heiligtum, zerstört. Mein schönes Dresden-Weimar-München, alles dahin!“
Für Dieter Borchmeyer sind die Metamorphosen ein Zeugnis für die Goethe-Verehrung des Komponisten. Dies sei den Skizzenbüchern zu entnehmen, in denen Strauss Gedanken über Goethes späte Spruchdichtungen niederschrieb. Dass der Komponist für das Werk den Begriff Metamorphosen statt Variationen wählte, sei darauf zurückzuführen, dass er von keinem anfänglich fixierten Thema ausgegangen sei, sondern den c-Moll-Hauptgedanken aus dem Trauermarsch als nicht erkennbaren Bezugspunkt gewählt habe, „der seine Identität erst nach und nach enthüllt.“

## Bedeutung und Rezeption
Die Metamorphosen sind ein bedeutendes Werk und gleichzeitig Abgesang auf die spätromantische Epoche. Sie stehen am Ende einer ins Freitonale übergehenden Entwicklung und verbinden Melodik und Stimmenfülle in einer gleichsam unendlichen Entwicklung bis in die letzten Takte miteinander.
Wurde Strauss nach den epochal modernen Werken Salome und Elektra von vielen zunächst als ein Vorreiter der Avantgarde gefeiert, musste er später für seine konservative Haltung immer wieder Kritik, bisweilen bittere Polemik hinnehmen. Zahlreiche Anhänger der Wiener Schule um Arnold Schönberg, deren musikphilosophische Grundlage vor allem vom wohl profiliertesten Kritiker des Straussschen Œuvres Theodor W. Adorno geprägt wurde, beklagten den „Verrat“, der sich mit dem Rosenkavalier angekündigt habe.
Über das In Memoriam! gab es auch abweichende Interpretationen, so die Behauptung, es beziehe sich nicht auf Beethoven, und das Werk sei eine Elegie auf das Regime, Ansätze, die sich indes nicht durchsetzen konnten.
So sind die Metamorphosen für Rainer Cadenbach neben den anderen Alterswerken – wie den letzten Liedern oder dem Oboenkonzert – tendenziell private und kammermusikalische Erzeugnisse. Strauss sei ein traditionsbewahrender Künstler, der in seiner eigenen, besseren Vergangenheit gelebt habe. Zwar zeige sich bereits in dem Rückert-Lied Im Sonnenschein die melancholische Tendenz, verklärend zurückzublicken; von einer Resignation sei bis zu den letzten Liedern allerdings nichts zu spüren. Während im Spätwerk anderer bedeutender Komponisten wie Gustav Mahler vieles gebrochen erscheine, tonlos oder „ohne Ausdruck“, sei davon bei Strauss nichts zu spüren. Er lege sich kein Expressivo-Verbot auf; seine Instrumentation und Harmonik blieben farbig und schillernd wie zuvor, wenn er auch das Orchester als Klangkörper weniger virtuos behandele als früher, worin sich seine „kammermusikalischer Besetzungsaskese“ zeige. Strauss habe immer wieder demonstriert, dass Diskretion auf der einen und Durchgeistigung sowie klanglicher Reichtum auf der anderen Seite keine unlösbaren Gegensätze darstellen müssten.